# 나카다정 (도야마현)
나카다정(中田町)은 도야마현 히가시토나미군에 존재했던 정이다. 1960년 2월 10일, 다카오카시에 편입되었다. 현재의 다카오카시 남부에 위치한 나카다 지역에 해당한다.

## 지리
나카다 지역은 도나미 평야의 동북쪽에 위치하며, 동쪽 및 북쪽은 이미즈시와 접하고 있다.

## 역사
나카다 정은 헤이안 시대부터 개척해 왔던 마을이다.
- 1889년 4월 1일 - 정촌제 시행과 함께 주변의 촌들을 합병해 정제 시행으로 나카다정이 탄생하였다.
- 1966년 2월 10일 - 다카오카시에 편입 합병해 다카오카시의 일부가 되었다.

## 신흥 주택단지
신흥 주택단지의 개발도 있어 지역 인구는 6,880명(2006년 기준) 나카타 정의 합병 전보다 증가하고 있다.

## 교통

### 도로
- 도야마 현도 9호
- 도야마 현도 11호